# David Luenberger
David G. Luenberger (ur. 1937) – amerykański inżynier elektryk i naukowiec.
Obecnie profesor wydziału inżynierii i badań operacyjnych na Stanford University, gdzie w 1967 roku założył wydział systemów ekonomiczno-inżynieryjnych i kierował nim przez jedenaście lat. Autor ponad 70 publikacji głównie z zakresu optymalizacji matematycznej, a także z zakresu systemów dynamicznych, sterowania optymalnego, mikroekonomii i inżynierii finansowej.
Znany przede wszystkim jako pomysłodawca obserwatora Luenbergera. Pomysł ten zawarł w swojej pracy doktorskiej z zakresu inżynierii elektrycznej, przedłożonej na Stanford University w 1963 roku, przedstawiając w niej nowe metody konstruowania obserwatorów stanu.

## Wybrane publikacje
- Linear and nonlinear programming, Springer, New York, 2008 (współautor)
- Information Science, Princeton University Press, 2006
- Investment Science, Oxford University Press, New York, 1997
- Microeconomic Theory, McGraw-Hill, Inc., New York, 1995
- Introduction to Dynamic Systems: Theory, Models and Applications, John Wiley and Sons, Inc. New York, 1979
- Optimization by Vector Space Methods, John Wiley and Sons, Inc., New York, 1969